# بشار إبراهيم
بشار إبراهيم (ولد في مخيم خان دنون عام 1962، توفي في دبي عام 2017)، هو كاتب فلسطيني سوري،  له مساهمات مهمة في أرشفة نتاجات السينما الفلسطينية في الداخل والخارج.

## حياته المهنيّة
عمل كرئيس لتحرير النشرة اليومية لمهرجان دبي السينمائي الدولي، وأشرف على إنتاج الأفلام والبرامج والدراما في قناة "الشروق" في دبي للإعلام من عام 2007 إلى 2012. وساهم في تأسيس مجلة متخصصة في الثقافة السينمائية في الإمارات وتولى عمل التحرير التنفيذي في صحيفة الحياة اللندنية.
شارك في لجان تحكيم مهرجانات سينمائية دولية في سورية ومصر والجزائر وسلطنة عمان والإمارات. ومال إلى تجارب ما سماه التيار الجديد في السينما الفلسطينية، والتي لم تعد تعرض الثورة فحسب، بل رصدت البعد الإنساني الذي ينشد حياة «طبيعية» بعيداً عن الاحتلال واللجوء والمنفى والقهر والغربة.

## من مؤلفاته
- السينما الفلسطينية في القرن العشرين.
- سلسلة الفن السابع - وزارة الثقافة، دمشق، 2001).
- ثلاث علامات في السينما الفلسطينية الجديدة (ميشيل خليفي، رشيد مشهراوي، إيليا سليمان (دار المدى للثقافة، دمشق، 2004).
- فلسطين في السينما العربية (سلسلة الفن السابع - وزارة الثقافة، دمشق، 2005)
- تجربة المخرج الداود.[3]

## وفاته
توفي في 30 مارس 2017 في دبي  عن عمر يناهز 54 عاما.